# Селянсько-демократична коаліція

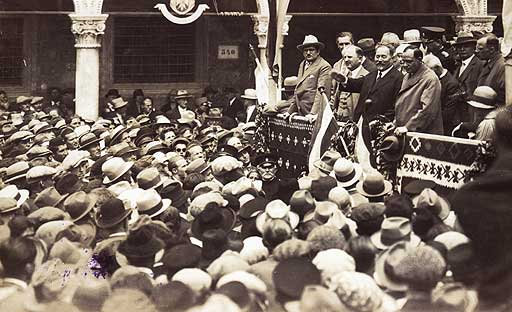
Степан Радич виступає у Дубровнику 27 травня 1928 (праворуч від Радича політик Йосип Предавець, а ліворуч Светозар Прибичевич).

Селянсько-демократична коаліція (сербохорв. Seljačko-demokratska koalicija) — коаліція Хорватської селянської партії та Самостійної демократичної партії (СДС), що існувала з 1927 до 1941 року. Об'єднувала переважно сербів Хорватії та Боснії. Попри початкові суттєві відмінності в політичних концепціях двох вождів, вона стала постійною програмною коаліцією, яку очолювали рівною мірою двоє голів партій. Вони спільно виступали у парламенті та на переговорах з іншими партіями.

## Історія

### Створення коаліції
Після парламентських виборів у Королівстві сербів, хорватів і словенців 11 вересня 1927 року Степан Радич ініціював створення широкого блоку партій, заснованих на захисті демократії та конституційності. Цей Блок демократії повинен був складатися з ХСП, СДП, Демократичної партії, Спілки землеробів та частини радикальних дисидентів. Блок повинен був представляти фронт проти радикалів з метою їхнього усунення від влади. З ідеєю «наближення демократії» виступив і  Светозар Прибичевич, пориваючи з попередньою політикою ізольованої опозиції, яка віддаляла його як від правлячих, так і від опозиційних партій. У рамках акції створення Блоку демократії 4 жовтня 1927 року стала можливою безпосередня зустріч тодішніх затятих супротивників Степана Радича та Светозара Прибичевича.
Створення Блоку демократії не відбулося через внутрішні розбіжності в Демократичній партії, від якої найбільше залежав успіх цієї акції. Після того, як не вдалося сформувати блок, ХСП і СДП поновили перемовини, результатом яких стало створення «селянсько-демократичної коаліції» (СДК) 11 листопада 1927 р. За домовленістю ХСП і СДП в рамках СДК працювали разом у парламенті та поза ним. Обидві партії зобов'язалися не укладати жодних сепаратних угод з іншими партіями, і що одна без одної вони не ввійдуть у жоден уряд. СДК може увійти до складу уряду як єдине ціле, але тільки того, який забезпечив би зміну поточної політичної системи у напрямку демократії, парламентаризму та рівноправності. 